# Martin Byford
Martin Byford (ur. 27 maja 1972 roku w Colchesterze) – brytyjski kierowca wyścigowy.

## Kariera
Byford rozpoczął karierę w międzynarodowych wyścigach samochodowych w 1992 roku od startów w Formule Ford 1600 Snetterton, gdzie dziesięciokrotnie stawał na podium, w tym sześciokrotnie na jego najwyższym stopniu. Zdobył tytuł mistrzowski. W późniejszych latach Brytyjczyk pojawiał się także w stawce Festiwalu Formuły Ford, edycji zimowej Brytyjskiej Formuły Ford, Brytyjskiej Formuły Ford, Brytyjskiej Formuły 3, Vauxhall Vectra SRI Championship, British GT Championship, Renault Clio Cup Great Britain, Super Coupe Cup Great Britain, Mazda MX-5 Great Britain, SEAT Cupra Great Britain, 750MC - Formula 4, British Touring Car Championship, 24 Hours of Barcelona oraz 24H Series.